# Agrilus latifrons
Agrilus latifrons är en skalbaggsart som beskrevs av Waterhouse 1889. Agrilus latifrons ingår i släktet Agrilus och familjen praktbaggar. Inga underarter finns listade i Catalogue of Life.